# Plebicula pseudomicrorientalis
Plebicula pseudomicrorientalis är en fjärilsart som beskrevs av Ruggero Verity 1935. Plebicula pseudomicrorientalis ingår i släktet Plebicula och familjen juvelvingar. Inga underarter finns listade i Catalogue of Life.